# Bruck an der Mur
Bruck an der Mur este un oraș situat în districtul Bruck an der Mur, Stiria, Austria.

## Personalități născute aici
- Sebastian Ofner (n. 1996), tenismen.